# Биберерен
Биберерен (њем. Bieberehren) општина је у њемачкој савезној држави Баварска. Једно је од 52 општинска средишта округа Вирцбург. Према процјени из 2010. у општини је живјело 960 становника. Посједује регионалну шифру (AGS) 9679118.

## Географски и демографски подаци
Биберерен се налази у савезној држави Баварска у округу Вирцбург. Општина се налази на надморској висини од 248 метара. Површина општине износи 14,8 km².

## Становништво
У самом мјесту је, према процјени из 2010. године, живјело 960 становника. Просјечна густина становништва износи 65 становника/km².